# Colinas (Costa Rica)
Colinas es un distrito del cantón de Buenos Aires, en la provincia de Puntarenas, de Costa Rica.

## Historia
Colinas fue creado el 16 de agosto de 1968 por medio de Decreto 31. Segregado de Buenos Aires.

## Geografía
Colinas cuenta con un área de 128,8 km² y una altitud media de 340 m s. n. m.

## Demografía
Para el año 2022, Colinas cuenta con una población estimada de 1323 habitantes, y para el último censo efectuado, en 2011, Colinas contaba con una población de 1371 habitantes.

## Localidades
- Poblados: Aguas Frescas, Alto Esmeralda, Ángeles, Bajo Dioses, Bajo Maíz, Bolsa, Cedral (Boquete), Escuadra, Filadelfia (Aguabuena), Guagaral, Jabillo, Jalisco, Laguna, Lajas, Maíz de Boruca, Mallal, Nubes, Ojo de Agua (parte), San Luis, Virgen.

## Transporte

### Carreteras
Al distrito lo atraviesan las siguientes rutas nacionales de carretera:
- Ruta nacional 331
- Ruta nacional 625